# Masalembu-Inseln
Die Masalembu-Inseln (indonesisch Kepulauan Masalembu) sind eine indonesische Inselgruppe in der Javasee.

## Geographie
Die Masalembu-Inseln liegen auf halbem Weg zwischen dem Osten Javas und Kalimantan (Borneo). Der Archipel besteht aus Masalembu Besar (deutsch Groß-Masalembu, auch Masalembu) im Süden und Masalembu Kecil (deutsch Klein-Masalembu, auch Masakambing) im Norden. Zwischen den beiden Inseln liegen etwa 20 Kilometer. Etwa 50 km nördlich befindet sich die kleine Insel Karamian (Keramian) und vor ihrer Südspitze das Inselchen Kambing (deutsch Ziegeninsel). Die Inseln gehören zur indonesischen Provinz Ostjava (indonesisch Jawa Timur) und bilden dort den Distrikt Masalembu im Regierungsbezirk Sumenep. Sie teilen sich in vier administrative Dörfer (indonesisch Desa). Den Westen von Masalembu Besar nimmt das Dorf Massalima ein, den Osten Sukajeruk. Masalembu Kecil bildet das Dorf Masakambing und Karamian mit Kambing das Desa Karamian.
Die weiter im Nordosten liegenden Laut-Kecil-Inseln oder Laurot-Inseln (indonesisch Kepulauan Laut Kecil) gehören zur Provinz Südkalimantan (indonesisch Kalimantan Selatan). Ebenfalls weiter entfernt ist die westliche Nachbarinsel Bawean.

## Bevölkerung
Von den vier Inseln ist nur Kambing nicht besiedelt. Laut der Volkszählung 2010 leben hier 21.705 Menschen. 9.930 in Massalima, 7125 in Sukajeruk, 3.555 auf Karamian und 1.095 auf Masakambing.
Die Bevölkerung besteht aus einer Mischung von Maduresen und Bugis.

## Klima
Das Klima ist relativ trocken. Die durchschnittliche Niederschlagsmenge beträgt weniger als 2000 mm pro Jahr. Mehr als 200 mm pro Monat fällt in Dezember bis Februar, 100 bis 200 mm pro Mont fallen Oktober, November und von März bis Mai. Die trockensten Monate mit weniger als 100 mm Niederschlag pro Monat sind von Juni bis September. Die Regenzeit wird von starken Winden des Monsuns begleitet.

## Fauna
Auf der 500 Hektar großen Insel Masalembu Kecil entdeckte man 2008 vier Brutpaare und zwei Jungtiere des seit neun Jahren für ausgestorben geglaubten Abbott-Kakadu (Cacatua sulphurea abbotti). Er gilt als seltenste Kakaduart der Welt.

## Wirtschaft
Landwirtschaft wird vor allem in der Regenzeit betrieben. Angepflanzt werden Mais, Maniok, Erdnüsse, Sojabohnen, Bananen, Papaya, Mango, Kokosnüsse und andere. Viehzucht bildet ein Rückgrat der Versorgung der Bevölkerung. Gezüchtet werden Ziegen, Schafe, Hühner und Rinder. Durch die starken Winde sind in dieser Zeit die Fischer oft gezwungen an Land zu bleiben.

## Einrichtungen
Auf den Inseln ist Schulbildung bis zur High School möglich. Für ein Studium müssen die Bewohner die Inseln verlassen. Verbindung mit der Außenwelt besteht alle fünf Tage mit der Fähre nach Kalianget auf Java. Die Fahrt dauert 12 bis 13 Stunden, sofern die See ruhig ist. Eine weitere Fähre fährt in 16 bis 17 Stunden nach Surabaya.